# Anomiopus batesi
Anomiopus batesi är en skalbaggsart som beskrevs av Waterhouse 1891. Anomiopus batesi ingår i släktet Anomiopus och familjen bladhorningar. Inga underarter finns listade i Catalogue of Life.